# NCSM Clayoquot (J174)
Le NCSM Clayoquot (pennant number J174) (ou en anglais HMCS Clayoquot) est un dragueur de mines de la Classe Bangor lancé pour la Royal Canadian Navy (RCN) et qui a servi pendant la Seconde Guerre mondiale.

## Conception
Le Clayoquot est commandé dans le cadre du programme de la classe Bangor de 1940-41 le 23 février 1940 pour le chantier naval de Prince Rupert Dry Dock and Shipyards de Prince Rupert en Colombie-Britannique au Canada. La pose de la quille est effectuée le 20 juin 1940, le Clayoquot est lancé le 3 octobre 1940 et mis en service le 22 août 1941.
La classe Bangor doit initialement être un modèle réduit de dragueur de mines de la classe Halcyon au service de la Royal Navy,. La propulsion de ces navires est assurée par 3 types de motorisation: moteur diesel, moteur à vapeur à pistons (double et triple expansions) et turbine à vapeur. Cependant, en raison de la difficulté à se procurer des moteurs diesel, la version diesel a été réalisée en petit nombre.
Les dragueurs de mines de classe Bangor version canadienne déplacent 683 tonnes en charge normale. Afin de pouvoir loger les chaufferies, ce navire possèdent des dimensions plus grandes que les premières versions à moteur diesel avec une longueur totale de 54,9 mètres, une largeur de 8,7 mètres et un tirant d'eau de 2,51 mètres. Ce navire est propulsé par 2 moteurs alternatifs verticaux à triple détente alimentés par 2 chaudières à tubes d'eau à 3 tambours Admiralty et entraînant deux arbres d'hélices. Le moteur développe une puissance de 2 400 chevaux-vapeur (1 790 kW) et atteint une vitesse maximale de 16 nœuds (30 km/h).
Leur manque de taille donne aux navires de cette classe de faibles capacités de manœuvre en mer, qui seraient même pires que celles des corvettes de la classe Flower. Les versions à moteur diesel sont considérées comme ayant de moins bonnes caractéristiques de maniabilité que les variantes à moteur alternatif à faible vitesse. Leur faible tirant d'eau les rend instables et leurs coques courtes ont tendance à enfourner la proue lorsqu'ils sont utilisés en mer de face.
Les navires de la classe Bangor sont également considérés comme exiguës pour les membres d'équipage, entassant 6 officiers et 77 matelots dans un navire initialement prévu pour un total de 40.

## Histoire

### Seconde Guerre mondiale
Commandé le 23 février 1940 sous le nom de  NCSM Esperanza, le navire fut rebaptisé NCSM Clayoquot en 1940. Le Clayoquot est mis en service le 22 août 1941 à Prince Rupert.
Il quitte la Base des Forces canadiennes Esquimalt située à Esquimalt, en Colombie-Britannique, après s'être mis au travail et se rend à Halifax, en Nouvelle-Écosse, où il arrive le 14 novembre 1941. Le Clayoquot fait d'abord partie de la Halifax Local Defence Force (Force de défense locale de Halifax), mais il est transféré à la Western Local Escort Force (WLEF) (Force d'escorte locale de l'Ouest) en mars 1942. En mai 1942, le Clayoquot est affecté à la Gulf Escort Force (Force d'escorte du Golfe). Le 7 juillet, alors qu'il répond à une attaque de sous-marin allemand U-Boot sur un convoi dans le Golfe du Saint-Laurent, le Clayoquot tombe sur la coque abandonnée du navire marchand Dinaric, qui a été torpillé pendant l'attaque. Le Clayoquot coulée le navire avec des tirs d'artillerie et des grenades sous-marines. Le 10 septembre, il retourne à Gaspé au Québec après escorter un convoi à Rimouski avec la corvette Charlottetown à ses côtés, lorsque le Charlottetown est touché par deux torpilles. Le Clayoquot cherche, mais ne trouve pas le sous-marin. Pendant les attaques de grenades sous-marines sur des cibles possibles, la radio du Clayoquot est mise hors service et empêche le navire d'informer le commandement de la perte de la corvette,. Il retourne sur le site du naufrage et sauve 55 survivants, ce qui prend au moins trois heures et demie,. En octobre 1942, il rejoint la Sydney Force .
Le 29 décembre 1942, le Clayoquot est envoyé pour un grand carénage qui l'emmena de Halifax à Liverpool, en Nouvelle-Écosse, jusqu'à Pictou. Le réaménagement s'achève en mai 1943. Après ses essais en mer, il rejoint la Sydney Force. En janvier 1944, il est affecté au Cornwallis en tant que navire-école d'officiers pour la lutte anti-sous-marine. Après dix mois de service d'entraînement, il est réaffecté à la Halifax Force (Force de Halifax).

#### Naufrage
Le 24 décembre 1944, alors qu'il cherche des sous-marins près du phare de l'île de Sambro en vue d'escorter le convoi XB 139, le Clayoquot est touché à l'arrière par une torpille tirée par le sous-marin allemand U-806. Il coule rapidement à la position géographique de 44° 25′ N, 63° 20′ O et huit personnes perdent la vie. Il n'y a pas assez de temps pour désarmer les grenades sous-marines tenues prêtes, qui explosent lorsque le navire coule, causant des blessures parmi les survivants, qui sont récupérés par la corvette Fennel,. La frégate Kirkland Lake et le navire-jumeau (sister ship) Transcona, qui accompagnent le Clayoquot, sont également pris pour cible par le sous-marin, mais les torpilles explosent avant d'endommager les navires. Une importante force de recherche est envoyée pour s'occuper du sous-marin, mais elle ne réussit pas à le retrouver.

### Honneurs de bataille
- Atlantic 1942–44
- Gulf of St. Lawrence 1942

### Participation auxconvois
Le Clayoquot a navigué avec les convois suivants au cours de sa carrière:
1. Convoi HX 168
2. Convoi HX 170
3. Convoi HX 171
4. Convoi HX 179
5. Convoi ONS 13
6. Convoi ONS 18
7. Convoi ONS 21
8. Convoi ONS 36
9. Convoi SC 68
10. Convoi SC 70
11. Convoi SC 145

### Commandement
- T/Lieutenant (T/Lt.) George Alexander Victor Thomson (RCNVR) du 22 août 1941 au 18 novembre 1941
- T/A/Lieutenant Commander (T/A/Lt.Cdr.) Robert Baird Campbell (RCNR) du 19 novembre 1941 à 13 avril 1942
- T/Lieutenant (T/Lt.) Henry Ernest Lade (RCNR) du 14 avril 1942 au 7 avril 1943
- T/Lieutenant (T/Lt.) Claude Lane Campbell (RCNVR) du 8 avril 1943 au 5 mars 1944
- Lieutenant (Lt.) Donald Richard Baker (RCNVR) du 6 mars 1944 au 11 avril 1944
- T/Lieutenant (T/Lt.) James William Fitzpatrick (RCNVR) du 19 avril 1944 au 28 juillet 1944
- Lieutenant (Lt.) Alexander Craig Campbell (RCNVR) du 29 juillet 1944 au 24 décembre 1944

Notes:
RCNR: Royal Canadian Naval Reserve
RCNVR: Royal Canadian Naval Volunteer Reserve 